# Manuel Pablo
Manuel Pablo García Díaz, kurz Manuel Pablo, (* 25. Januar 1976 in Arucas) ist ein ehemaliger spanischer Fußballspieler.

## Karriere
Manuel Pablo begann seine Karriere bei UD Las Palmas. 1998 ging er zu Deportivo La Coruña, wo er immer noch spielt und mittlerweile Mannschaftskapitän ist. Als Abwehrspieler absolvierte er 13 Spiele für sein Heimatland Spanien.